# Paul Howard Poberezny

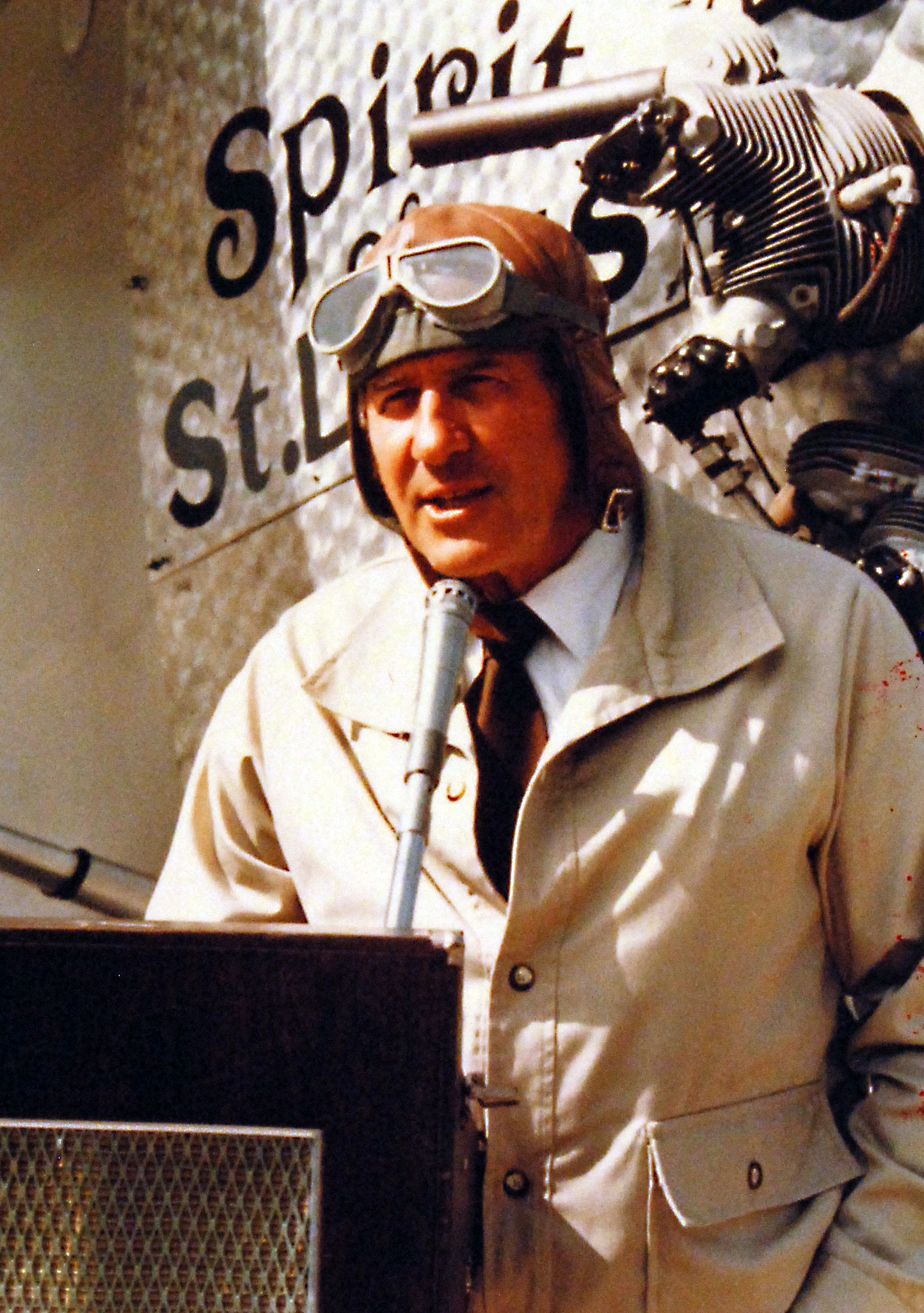
Paul Howard Poberezny, 1977

Paul Howard Poberezny (* 14. September 1921 in Leavenworth County, Kansas; † 22. August 2013 in Oshkosh, Wisconsin) war ein US-amerikanischer Pilot und Flugzeugkonstrukteur. Poberezny wurde international bekannt, weil er 1953 die Experimental Aircraft Association gründete, deren Präsident er bis 1989 blieb.
Poberezny war aktiver Pilot bei der United States Air Force und nahm sowohl am Zweiten Weltkrieg, als auch am Koreakrieg teil. Er flog über 400 Flugzeugtypen, davon etwa 170 Amateurflugzeuge, deren Bau er durch die Gründung der EAA unterstützte. Von Amateuren selbst gebaute Flugzeuge (sog. homebuilts), fliegen in den USA mit einem „Experimental Category Airworthiness Certificate“ und werden durch die Aufschrift Experimental gekennzeichnet, sie dürfen aber nicht mit Experimentalflugzeugen verwechselt werden.
1999 wurde er in die National Aviation Hall of Fame in Dayton (Ohio) aufgenommen. Für sein Lebenswerk erhielt er zahlreiche Auszeichnungen.
Poberezny starb im August 2013 in Oshkosh, Wisconsin an Krebs.